# クロアチア人民解放国家反ファシスト委員会
クロアチア人民解放国家反ファシスト委員会（クロアチア語:Zemaljsko antifašističko vijeće narodnog oslobođenja Hrvatske; ZAVNOH）は、第二次世界大戦中の、クロアチアにおける反ファシスト国家の最高機関として設置された。その最後の会合では、自身をクロアチア人民議会（Narodni sabor Hrvatske）へと改組することを宣言し、役割を終えた。

## 会合

### 準備委員会
ZAVNOHの設立準備は1942年12月5日、ユーゴスラビア人民解放反ファシスト会議（AVNOJ）のクロアチア代表が、地区ごとの委員会を、将来のクロアチアの反ファシスト人民解放委員会の準備委員会とするよう求めた時点にさかのぼる。
AVNOJのクロアチア代表は、1943年3月1日、リカ（Lika）地方のブリニェ（Brinje）近くのポノール（Ponor）で、ZAVNOHの準備委員会に任命される。

### 第1回会合
最初の会合は、1943年6月13日・プリトヴィチュカ・イェゼラ、および6月14日・オトチャツ（Otočac）にて行われた。
ZAVNOHの最初の会合では、ヴラディミル・ナゾル（Vladimir Nazor）が議長に選出された。ZAVNOHは、「クロアチア人民宣言」（Proglas narodima Hrvatske）および「決議」（プリトヴィツェ決議とも）を採択した。決議では、ZAVNOHはクロアチアの反ファシスト運動の最高機関であると宣言した。ZAVNOHの責任者として、11人から成る執行委員会（Izvršni odborl IO ZAVNOH）が選出された。
連合軍の代表者として、ウィリアム・ジョーンズ（William Jones）も会合に出席した。また、スロベニア人民解放戦線（Osvobodilna fronta Slovenskega naroda、en）の代表者としてヤナ・イェルネイ（Jana Jernej）も出席した。

### 第2回会合
第2回の会合は、1943年10月12日から10月15日にかけて、プラシュキ（Plaški）にて行われた。
15人から成る新しい執行委員会が選出された。ZAVNOH執行委員会の1943年9月20日の決定が確認され、「ZAVNOHの内部機関および職務に関する命令」が採択された。これによってZAVNOHは事実上の国家政府としてクロアチアに関する業務を受け持つこととされた。

### 第3回会合
第3回の会合は、1944年5月8日と5月9日にトプスコ（Topusko）にて開かれた。この会合は「トプスコ議会」（Sabor u Topuskom）と通称される。
この会合で決定された事項は以下の通りである:
- クロアチア代表としてAVNOJ会合に参加する委員の認可
- ZAVNOHをクロアチア連邦国の立法・行政の最高機関とする
- クロアチア連邦国の民族と市民の基本権に関する決議
  - クロアチア連邦国における、クロアチア人市民とセルビア人市民の完全なる同権。クロアチアの少数民族の人権の保障。
  - クロアチア連邦国の全ての全ての市民の、民族、人種、宗教の別によらない、法の下の平等。
  - 男性と女性の同権
  - 全ての市民に対する身体および財産の保障。個人の自己決定および財産私有の権利の保障。
- クロアチア連邦国の人民解放委員会（NOO）および議会に関する決議
- ZAVNOH指導の規則

第3回の会合によって、公式にクロアチア連邦国の樹立が宣言された。新しく採択された「ZAVNOH指導の規則」によって、執行委員会は解体され、31人から成るZAVNOHの評議会が設立された。

### 第4回会合
第4回の会合は、1945年8月21日、ザグレブのクロアチア議会庁舎にて行われた。
ZAVNOHは、その呼称を「クロアチア人民議会」と変更した。

## ZAVNOHの会合の間に決められた重要な決定
- 1943年9月20日、ZAVNOH執行部は、イストラ半島、ザダル、ツレス島、ラストヴォ（Lastovo）をはじめとする、クロアチア独立国によってイタリア王国の領有とされたクロアチアの領土を奪還することを決定した。
- 第1次クロアチア人民政府（首班: ヴラディミル・バカリッチ Vladimir Bakarić）は、1945年4月14日、ZAVNOH評議会によってスプリトで決定された。

## クロアチア憲法におけるZAVNOH
クロアチア憲法の第1条には、以下のようにある: